# Bembidion algidum
Bembidion algidum es una especie de escarabajo del género Bembidion, categorizada en la tribu Bembidiini, de la subfamilia Trechinae.

## Distribución
Se distribuye por India.

## Taxonomía
Fue descrita por Andrewes en 1935.